# Hospital Clínic Universitari Pauls Stradins
Hospital Clínic Universitari Pauls Stradins (en letó: Paula Stradiņa Klīniskā universitātes ) és hospital ambulatori i proveïdor de serveis de salut a la ciutat de Riga, capital de Letònia. L'hospital a més a més té un paper important en la ciència mèdica i l'educació mèdica local, té també com a objectiu convertir-se en centre de ciència i capacitació per a residents i metges, actualment està afiliat amb dues universitats la Universitat de Letònia i la Universitat Stradiņš de Riga.
Aquest Hospital és el més gran i més important de Letònia i ha canviat la seva nominació vuit vegades des de 1910, i el principal hospital d'ensenyament de la Universitat de Letònia des de 1928.